# 2023年4月

## 4月1日
- 泰国暖武里府Bang Mae Nang警局接獲報案，在一片香蕉林的水溝中發現一具女屍，警方確定死者為22歲中國金姓女留學生，死者有手腳被捆綁且被毆打痕跡，死者父親曾收到勒索訊息，嫌疑人為3名中國籍男子，而3名男子已離開泰國逃回中國。據報導，曼谷一所大學負責中國留學生事務的老師於昨日3月31日前往警局報案，稱該校音樂系大三學生金某失蹤。警方初步判斷死亡時間已有約3至4天[1][2][3]。

## 4月2日
- 亲俄军事博客主弗拉德伦·塔塔尔斯基於晚间在俄罗斯圣彼得堡的一家咖啡馆被炸身亡，另外造成至少33人受伤，其中包括2名少年。伤者中有22人在住院治療，其中8人情況嚴重[4][5]。

## 4月4日
- 芬蘭正式成為北約組織第31個成員國[6]。
- 美国前总统唐纳德·特朗普因涉嫌伪造商业记录而被纽约州刑事起诉，成为美国历史上第一位被起诉的前总统。[7]

## 4月5日
- 中華民國總統蔡英文與美國眾議院議長凱文·麥卡錫在美國加利福尼亞州文图拉县西米谷市罗纳德·里根总统图书馆舉行會晤，是中華民國總統首次在美國會見美國眾議院議長[8]。

## 4月6日
- 日本陸上自衛隊的一架UH-60黑鹰直升机於當地時間下午4時56分在日本沖繩縣宮古島附近坠毁，机上包括日本陆上自卫队第八师团师团长中将坂本雄一在内10人失蹤[9]。

## 4月10日
- 中華人民共和國回應中華民國總統蔡英文與美國眾議院議長凱文·麥卡錫在美國會晤而在4月5日至10日舉行的軍演已結束[10]。
- 十四世达赖喇嘛於2月28日在印度喜馬偕爾邦坎格拉縣達蘭薩拉鎮出席活動，接見一名男童時對他伸舌頭笑說“吸我的舌頭”，男童一聽也稍微吐舌，但達賴喇嘛最後以擁抱結束互動，並輕拍男童示意在開玩笑。吐舌禮在傳統藏文化中是表達友好和尊重的行為，但影片於4月曝光後，引发各界关注和批评，以及对藏文化的研讨撻伐，HAQ兒童權利組織也發聲明譴責所有侵犯兒童權利行為。發生爭議後，達賴喇嘛官方於該日在推特發聲明向男童和其家人道歉，表示無惡意且為該次事件感到後悔，但文中未提及西藏傳統[11][12][13][14]。

## 4月11日
- 世界衛生組織於深夜發布聲明，中國一名女性於2月底感染H3N8亞型禽流感後出現嚴重肺炎症狀，最終在3月16日病逝，成為H3N8亞型禽流感首例死亡案例。死者為居住在廣東省中山市的56歲女性，她是感染H3N8亞型禽流感的第3人。該名女性發病前造訪的濕貨市場經採檢驗出A型流感病毒（H3）[15][16][17]。
- 马来西亚上诉法院裁定撞死“蚊型脚车”少年的华裔女性沈可婷上诉得直[18]。

## 4月13日
- 一名21岁的美国空军国民警卫队人员杰克·特谢拉在美國麻萨诸塞州布里斯托爾縣戴頓鎮的自家中被逮捕，他被指在Discord上共享军事机密文件，泄漏的文件中披露有关俄乌战争以及美国暗中监视盟友的情报[19]。

## 4月14日
- 欧洲空间局发射木星冰月探测器，用于研究木卫三、木卫二和木卫四。[20]
- 中國駐菲律賓大使黄溪连在第八屆中菲馬尼拉論壇上表示，“如果菲律賓擔憂在台灣的菲律賓勞工安全，應反對台獨，而不是向美國開放軍事基地。”對此，菲律賓國安會表示，堅決反對製造恐懼和恫嚇我們。16日，菲律賓議員里萨·洪蒂佛罗斯批評黃溪連，“黃溪連的言論真的很可恥，竟敢威脅我們！”她強調，“菲律賓人的命運不掌握在中國政府手中”[21][22][23]。

## 4月15日
- 日本首相岸田文雄於當地時間上午11時30分許在日本和歌山縣和歌山市雜賀崎漁港輔選，準備演說時遭一名男子丟擲銀色圓柱狀爆裂物，岸田文雄在隨扈人員護送下搭車離開，而該名男子當場遭到警方制伏[24][25][26]。
- 随着法国抗议活动加剧，总统艾曼紐·馬克宏签署养老金改革法案为法律[27]。
- 蘇丹准軍事組織快速支援部隊向首都喀土穆關鍵建築發動突然襲擊，引爆連日軍事衝突，造成至少56名平民死亡，600人死亡受伤[28]。
- 加纳批准使用经试验有效的疟疾疫苗R21/Matrix-M以降低儿童死亡率。[29]

## 4月16日
- 紀錄片《給十九歲的我》獲得第41屆香港電影金像獎最佳電影獎。[30]
- 欧洲最大核电机组芬兰奥尔基洛托核电站3号反应堆在开工建设18年后正式投入运行。[31]

## 4月17日
- 美国司法部宣布逮捕两名涉嫌代表福州市公安局在纽约曼哈顿唐人街开设海外110警察站的美国公民。[32]
- 美國紐約東區聯邦檢察官辦公室（英语：United States Attorney for the Eastern District of New York）宣布起訴44名對異見人士進行「跨國鎮壓」的人士，包括40名中國公安部警察和兩名中國國家網信辦官員。[33]

## 4月18日
- 中国北京市丰台区长峰医院住院部东楼于中午12时57分发生火灾，造成29人死亡[34]。

## 4月19日
- 葉門首都沙那舊城區一所學校發放開齋節施捨物資時發生踩踏事故[35]，造成85人死亡、322人受傷。成為葉門10年以來，死亡人數最多的踩踏事件[36]。

## 4月20日
- 由SpaceX研发的SpaceX星舰与超级重型助推器，在SpaceX星港点火升空，并通过最大动压点，最终于发射后240秒启动飞行终止系统，测试部分成功[37]。
- 东帝汶中部地区、印度尼西亚部分地区及澳大利亚东部地区出现日环食现象[38]。

## 4月21日
- 在捲入有關欺凌指控的調查後，英國副首相兼司法大臣宣佈請辭[39]。
- 中國駐法國大使盧沙野接受法國電視台專訪時聲稱「前蘇聯國家不是主權國家」[40]，烏克蘭和波羅的海三國隨即表示不滿[41]。

## 4月26日
- 中華人民共和國最高領導人習近平與烏克蘭總統弗拉基米尔·泽连斯基通電話，為2022年俄羅斯入侵烏克蘭以來二人首次通話[42][43]。

## 4月27日
- 6名聯合國特別報告員指控中國自2015年起強迫數十萬名西藏人參加威脅其文化認同，並可能導致強迫勞動的計畫。該計畫被用作於破壞西藏宗教、語言及文化認同，以及監控並灌輸西藏人思想的藉口[44]。

## 4月28日
- 美國總統喬·拜登和韓國總統尹锡悦在白宮聯合記者會中發表華盛頓宣言，成為首次美國對韓國的核保护伞文件化[45]。

## 4月30日
- 2023年国际象棋世界冠军赛由丁立人夺得冠军。[46]
- 2023年巴拉圭总统大选于上午7時至下午4時舉行，由圣地亚哥·培尼亚获胜，當選巴拉圭总统[47]。